# Eparchia di Prusa degli Armeni
L'eparchia di Prusa degli Armeni (in latino: Eparchia Prusensis o Brusensis Armenorum) è una sede soppressa della Chiesa armeno-cattolica e sede titolare della Chiesa cattolica.

## Storia
L'eparchia di Prusa (Bursa) degli Armeni fu eretta il 30 aprile 1850 con la bolla Universi Dominici gregis di papa Pio IX. Inizialmente era suffraganea dell'arcieparchia primaziale di Costantinopoli; dal 1866 passò sotto la diretta giurisdizione del patriarcato di Cilicia degli Armeni.
L'eparchia comprendeva il mutasarrif di Biga e i sangiaccati di Bursa, Karesi (oggi Balıkesir), Kütahya e Karahisar-i-Sarip (oggi Afyonkarahisar) nel vilayet di Hüdavendigâr. Nel 1890 sono segnalati circa 3.000 armeni cattolici, affidati alle cure del vescovo e di 6 sacerdoti armeni.
A causa del genocidio d'inizio Novecento, l'eparchia, come tutte le diocesi armene turche, perse la maggior parte della sua popolazione. L'ultimo vescovo residente fu Pasquale Giamgian.
Dal 1972 Prusa degli Armeni è annoverata tra le sedi vescovili titolari della Chiesa cattolica; finora la sede non è mai stata assegnata.

## Cronotassi dei vescovi
- Gregorio Bahadourian † (30 aprile 1850 - marzo 1857 deceduto)
- Pietro Tilkiyan (Tilkian) † (31 ottobre 1858 - 4 giugno 1885 deceduto)
- Pasquale Giamgian (Haroutyoun Djamdjian) † (1º ottobre 1886 - 19 gennaio 1916 deceduto)